# Paul Balluriau

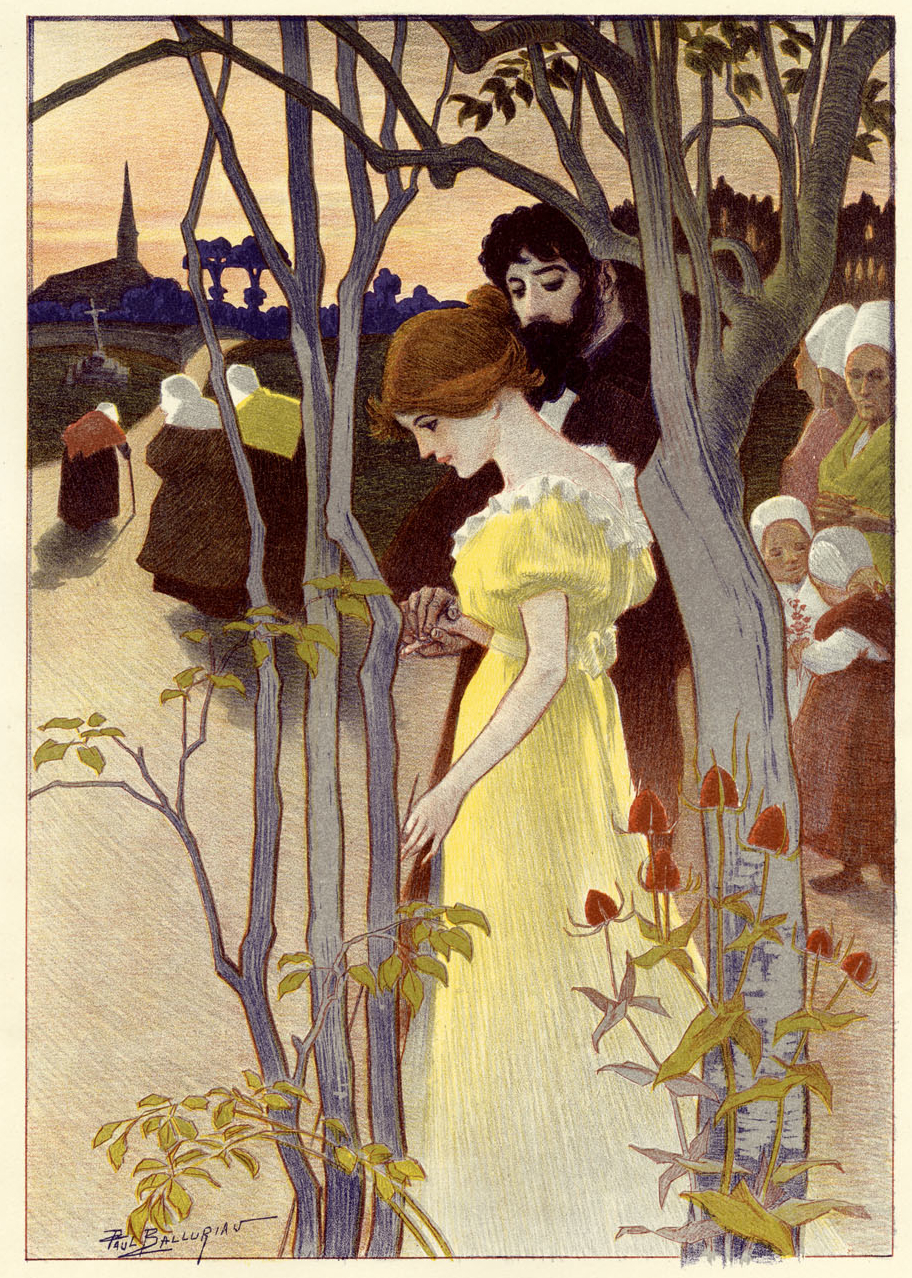
Paul Balluriau, Crépuscule, Litografia per L'Estampe moderne - 1897

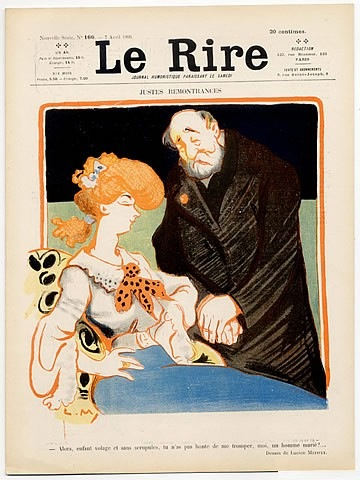
Paul Balluriau, Copertina per Le Rire nº166

Paul Balluriau (Oullins, 1860 – 1917) è stato un disegnatore e illustratore francese.

## Attività
Paul Balluriau è soprattutto conosciuto per la sua attività di caricaturista e illustratore; egli lavora per periodici come L'Assiette au beurre, Le Rire, Le Journal, L'Estampe moderne, Fin de siècle, ecc.
Balluriau è con Steinlen, uno dei principali contributori di Gil Blas illustré.
Egli è anche illustratore di numerose opere e realizza alcuni manifesti; contribuisce a delle raccolte di canzoni, spartiti come le Chansons du Quartier latin di Paul Delmet o le Chansons de là-haut et de là-bas di Léon Durocher.
Il suo atelier parigino era situato al numero 49 di boulevard Saint-Marcel.

## Manifesti
- 1892: Fêtes des Tuileries, août 1892 pour les pauvres de Russie
- 1894: Le Journal publie. L'Amour à Paris. Mémoires inédits de M. Gorot ancien Chef de la Sûreté
- 1895:
  - En vente partout Don Juan 10 c. Grand journal illustré Gallica]
  - Pauvre Femme ! roman inédit par Gaston Rayssac
  - Jouets, 30 Avenue des Ternes, à l’Économie Ménagère Gallica
- Le Pôle Nord, 18, rue de Clichy. Patinage perpétuel sur vraie glace, non datato
- L’Éclair, Ernest Judet directeur, non datato
- Le Journal, Dubut de Laforest, non datato

## Opere illustrate
- Paul Hugounet, Mimes et pierrots: notes et documents inédits pour servir à l'histoire de la pantomime, Fischbacher, 1889.
- Armand Silvestre et al., Noël joyeux…, E. Bernard, 1896.
- Alexandre Kellern, La Grèce antique amoureuse…, Librairie L. Borel, 1902.
- H. G. Wells, La Guerra dei mondi